# Bogur, Khanapur
Bogur là một làng thuộc tehsil Khanapur, huyện Belgaum, bang Karnataka, Ấn Độ.